# Edifícios do Centro Mundial Bahá'í
Os edifícios do Centro Mundial Bahá'í incluem tanto os lugares sagrados Bahá'ís que são visitados durante a peregrinação, como corpos administrativos internacionais da Fé Bahá'í; é composto de 20 escritórios administrativos, edifícios de peregrinação, bibliotecas, arquivos, residências históricas e Santuários. Essas estruturas são estabelecidas entre todos os 30 diferentes jardins e patamares individuais.
Os edifícios são localizados em Haifa, ‘Akká, e Bahjí, Israel. A localização dos Edifícios do Centro Mundial tem sua raiz com o aprisionamento de Bahá'u'lláh em ‘Akká, vizinho da cidade de Haifa, pelo Império Otomano durante a sua soberania sobre a Palestina, atualmente Israel.

## Haifa
Haifa é uma cidade portuária, localizada na costa do Mediterrâneo. É a terceira maior cidade de Israel. Em 1891 Bahá'u'lláh designou o Monte Carmelo como o local para o Santuário do Báb. Na Epístola do Carmelo, Bahá'u'lláh escreve que o Monte Carmelo se tornaria o local físico para o Centro Mundial Bahá'í.

### O Santuário do Báb
O Santuário do Báb é o local o Báb está sepultado. O local foi designado por Bahá’u’lláh em 1891 enquanto Ele esteve presente com ‘Abdu’l-Bahá ao redor do Monte Carmelo. O santuário foi construído por ‘Abdu’l-Bahá em 1909. Muitos anos depois, a estrutura foi completada por Shoghi Effendi e finalmente concluída em 1953.
O arquiteto foi William Sutherland Maxwell, um Bahá'í canadense que era arquiteto nas Artes Beaux, e sogro de Shoghi Effendi. Shoghi Effendi providenciou as guias, incluindo no projeto modelos ocidentais e orientais, deixando os detalhes artísticos para Maxwell. No design Maxwell desenvolveu a ideia de uma Rosa Baveno de colunata de granito, modelo oriental Chiampo das portas com forma de arcos de pedra, e a cúpula foi desenhada pelo professor Neumann da Universidade Técnica de Haifa.
Depois do falecimento de Maxwell em 1952, Leroy Ioas, um Bahá'í americano que esteve presente durante a construção da Casa de Adoração Bahá'í em Wilmette, Illinois dos Estados Unidos, ajudou Shoghi Effendi no processo da construção. Ioas empregou suas habilidades administrativas e praticidade para supervisionar o edifício na parte da estrutura cilíndrica e da cúpula, sem utilização de máquinas sofisticadas.

### Santuário Temporário de ‘Abdu’l-Bahá
O Santuário de ‘Abdu’l-Bahá é o local onde ‘Abdu’l-Bahá foi temporariamente sepultado. Ele é encontrado em um das salas do Santuário do Báb; futuramente o corpo de ‘Abdu’l-Bahá será posto em uma nova estrutura a ser construída.

### Os Edifícios do Arco
O Arco compõe vários edifícios administrativos, delineados por Bahá’u’lláh na Epístola do Carmelo, construído em uma forma de um arco, incluindo o edifício da Casa Universal de Justiça, o edifício do Centro Internacional de Ensino, dos Arquivos Internacionais Bahá'ís e do Centro de Estudos dos Textos Sagrados. O quinto edifício, a Biblioteca Bahá'í Internacional, ainda será construída.

#### Edifício da Casa Universal de Justiça

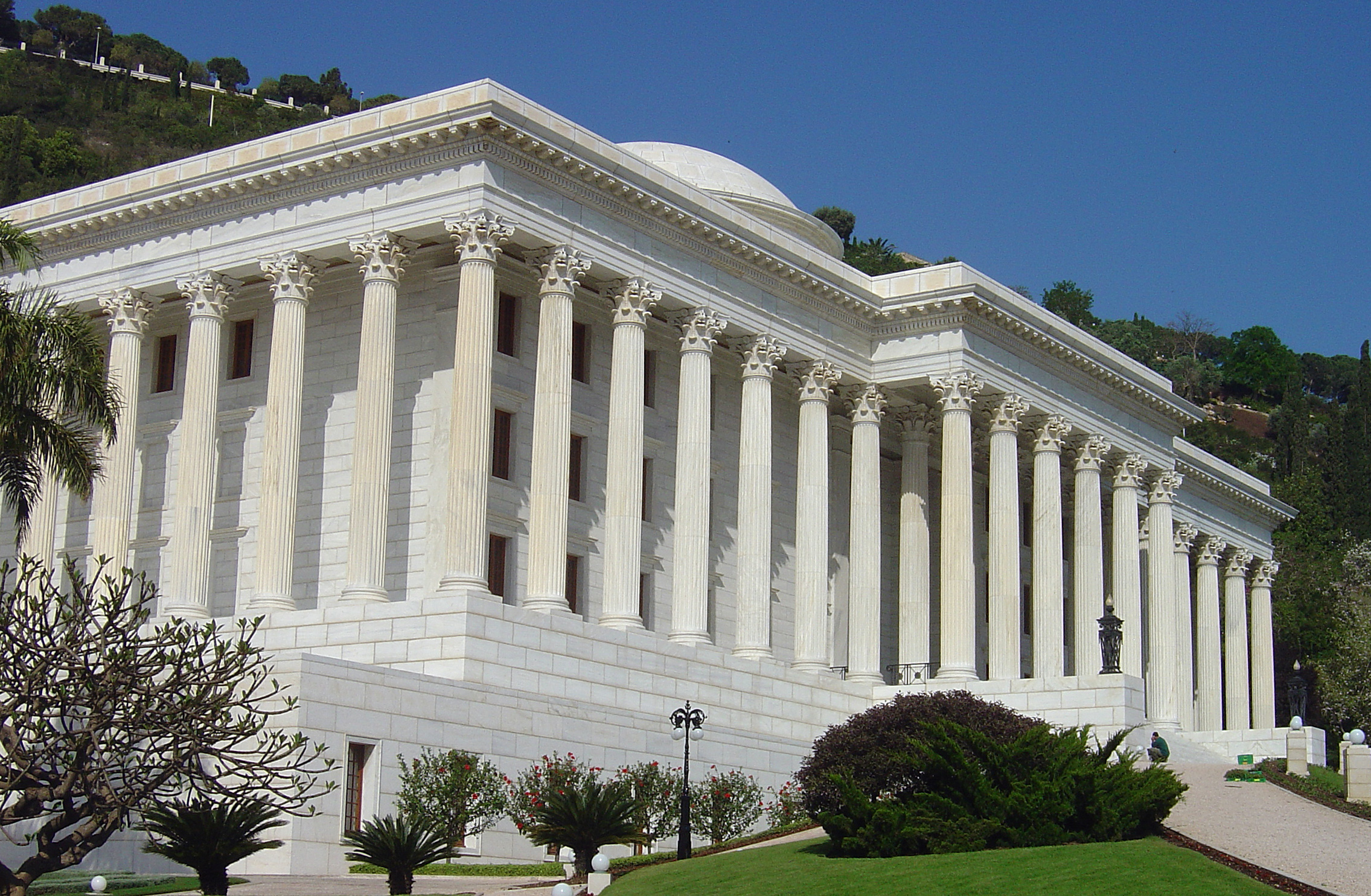
Edifício da Casa Universal de Justiça

A Casa Universal de Justiça é a instituição máxima da bahá'í, estabelecida pelo próprio fundador da religião, Bahá'u'lláh.
Em 1982 o Edifício foi completado, e pode receber dignitários e peregrinos, e atender outras demandas. Ele também abriga alguns escritórios do Centro Mundial Bahá'í.
Localizado no ápice do Arco e construído com sessenta colunas Corinthian, assemelha-se ao Arquivo Internacional. O arquiteto foi Hossein Amanat, o prédio passou a ser ocupado em 1893.
Durante uma peregrinação Bahá'í os membros da Casa Universal de Justiça cumprimentam cada um dos peregrinos, antes deles visitarem outras áreas principais do edifício.

#### Edifício do Centro Internacional de Ensino

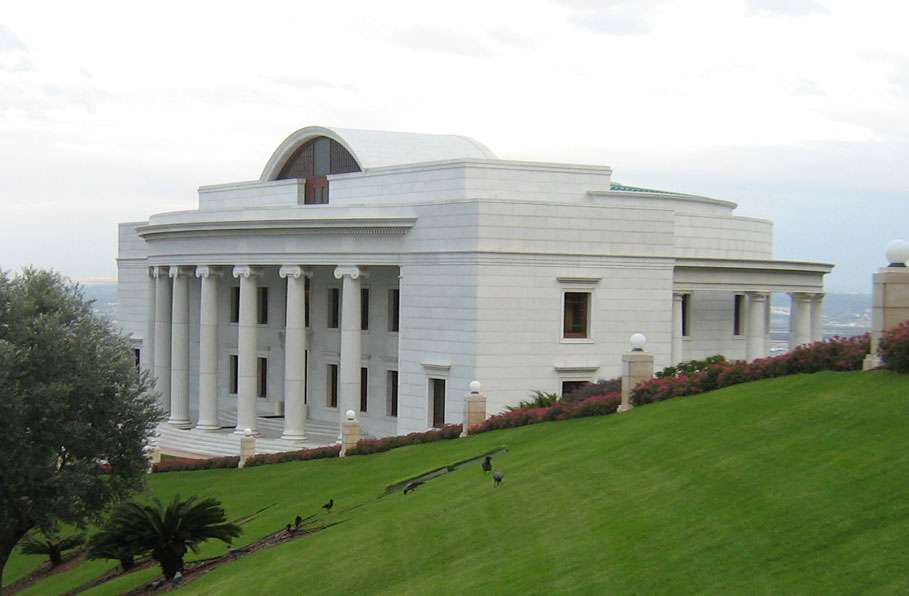
Edifício do Centro Internacional de Ensino

Com arquitetura de Hossein Amanat, foi construído no terceiro estágio das edificações do Arco, e completado em 2001.

#### Centro de Estudos dos Textos Sagrados

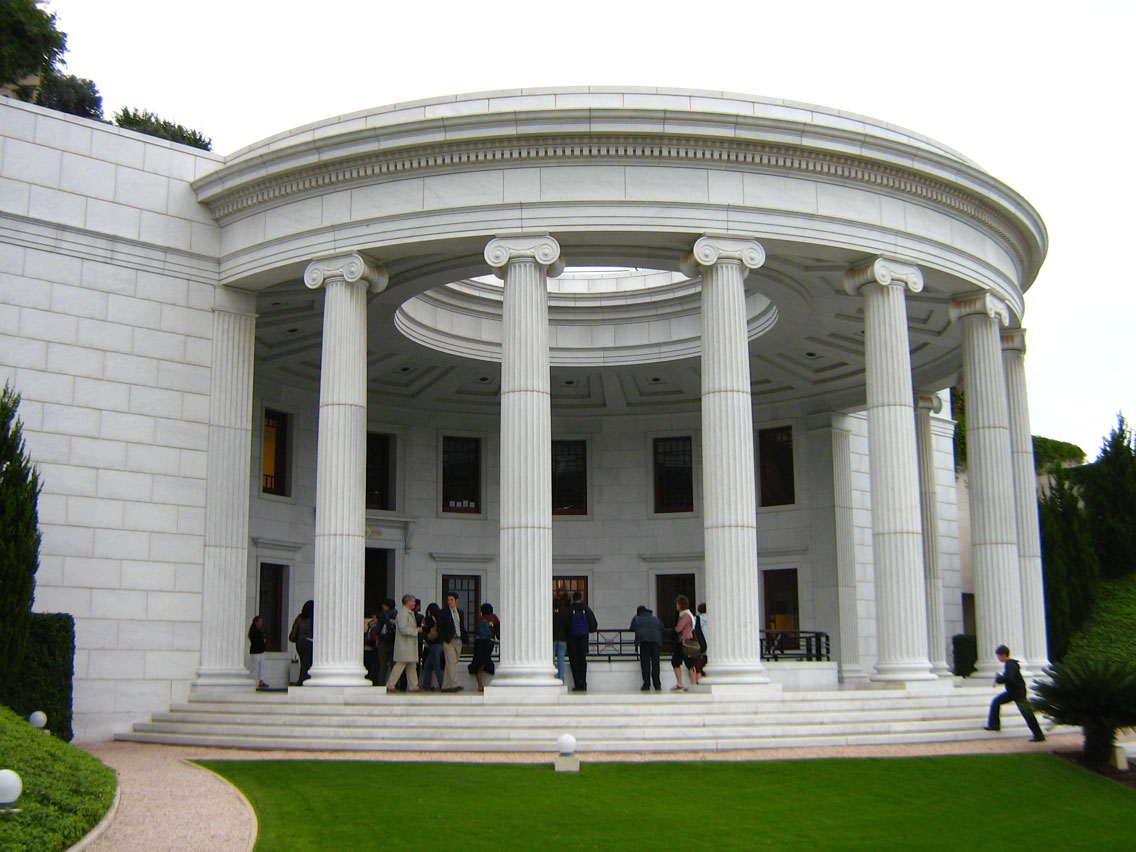
Centro de Estudos dos Textos Sagrados

O Centro de Estudos dos Textos Sagrados foi criado para o desenvolvimento de traduções e verificações de textos da bahá'í, como um suporte para a Casa Universal de Justiça. O arquiteto foi Hossein Amanat, e foi completado em 1999.

#### Arquivo Internacional

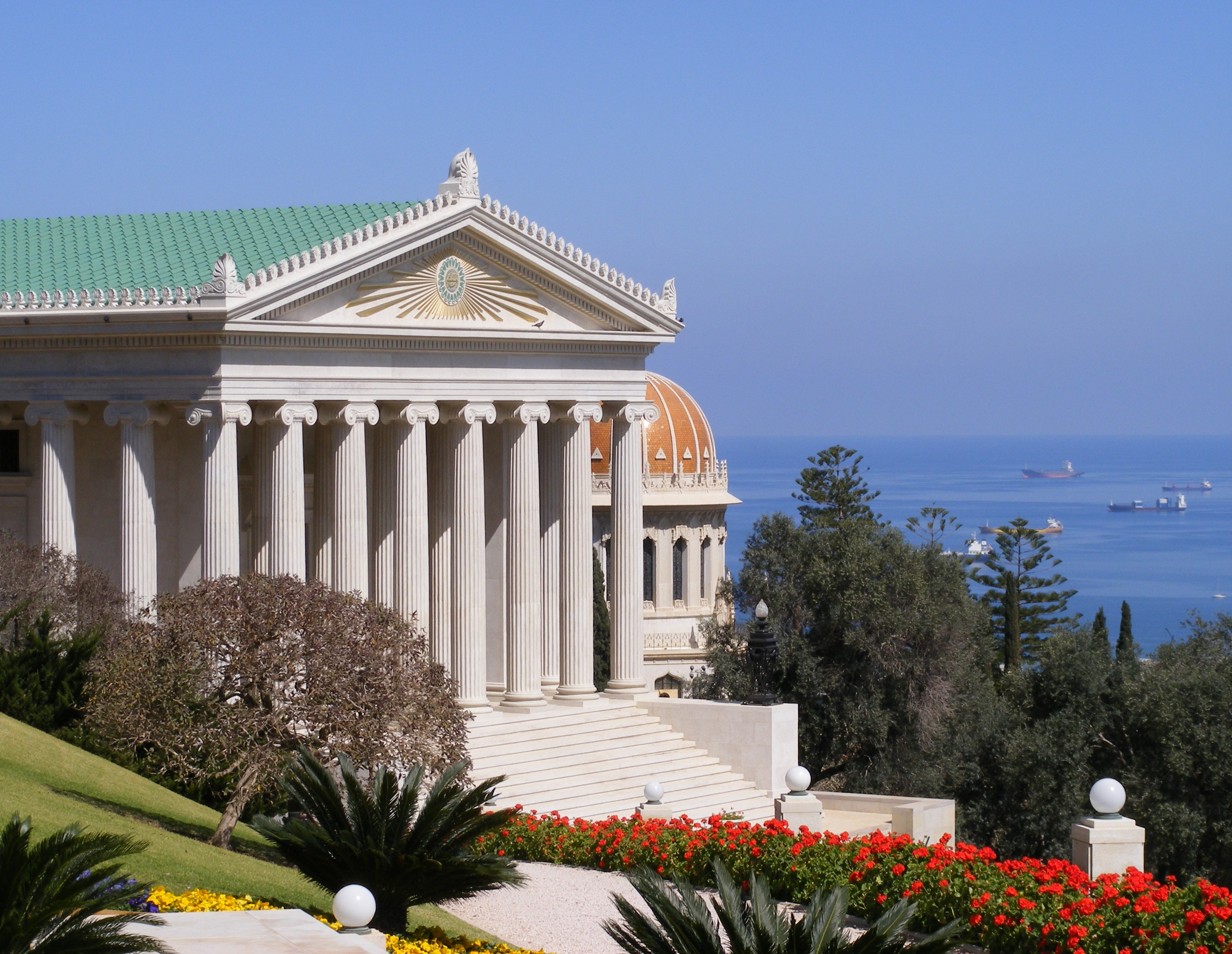
Arquivo Internacional

O Arquivo Internacional é o primeiro edifício a ser construído no Arco e armazena itens Sagrados da Fé Bahá'í.
Shoghi Effendi escolheu o Parthenon como base dos pilares, devido a beleza duradoura que ela representa. Foi construída em 1957, porém Shoghi Effendi não viveu tempo o suficiente para concluir o interior, que ficou sob responsabilidade de sua esposa Rúhíyyih Khanum.

#### Biblioteca Internacional Bahá'í
A Biblioteca Internacional Bahá'í instruída por Shoghi Effendi ainda está para ser construído, embora ele armazena uma grande coleção da literatura bahá'í.

### Jardins dos Monumentos

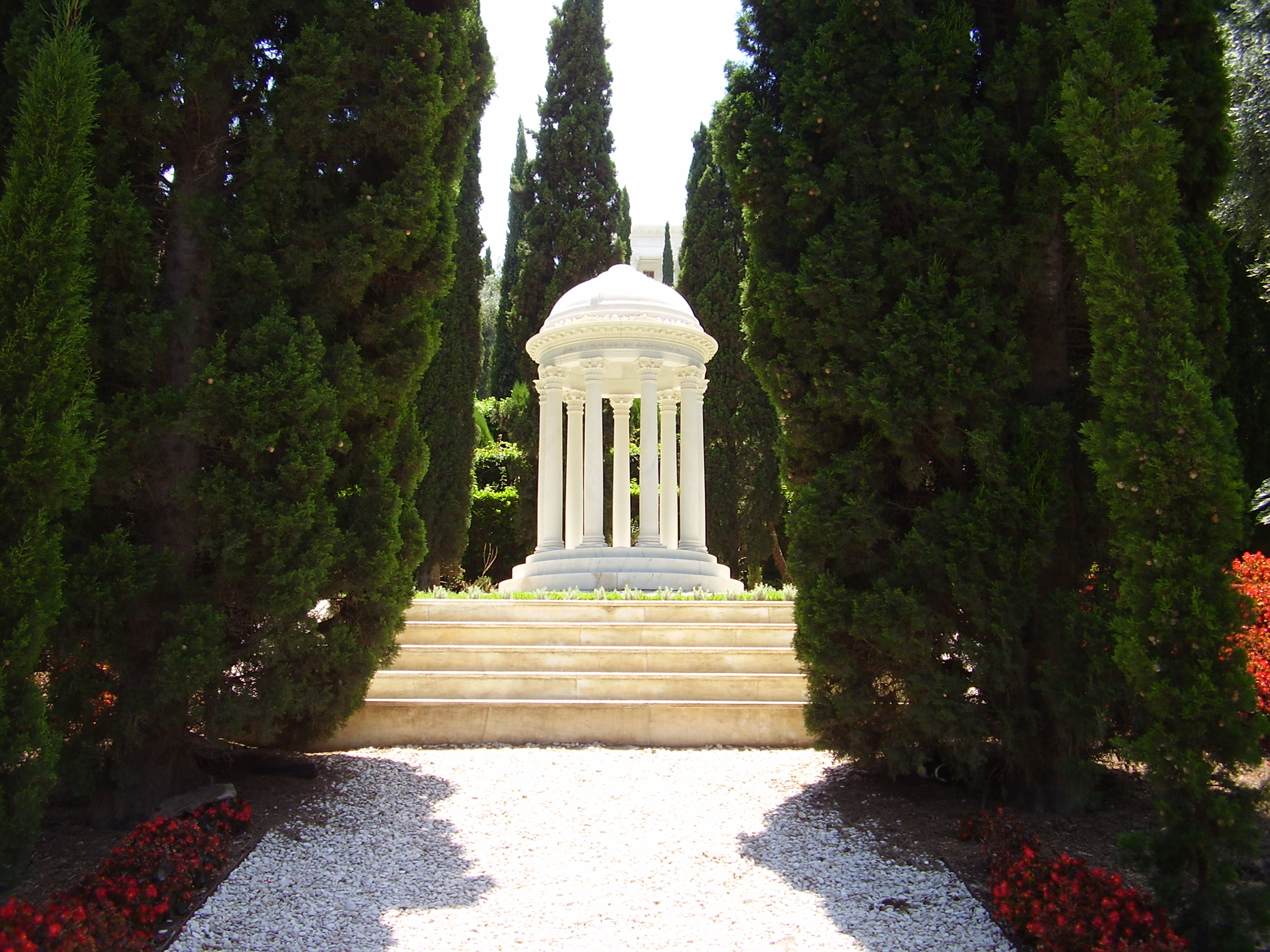
O túmulo de Bahíyyih Khánum nos Jardins dos Monumentos

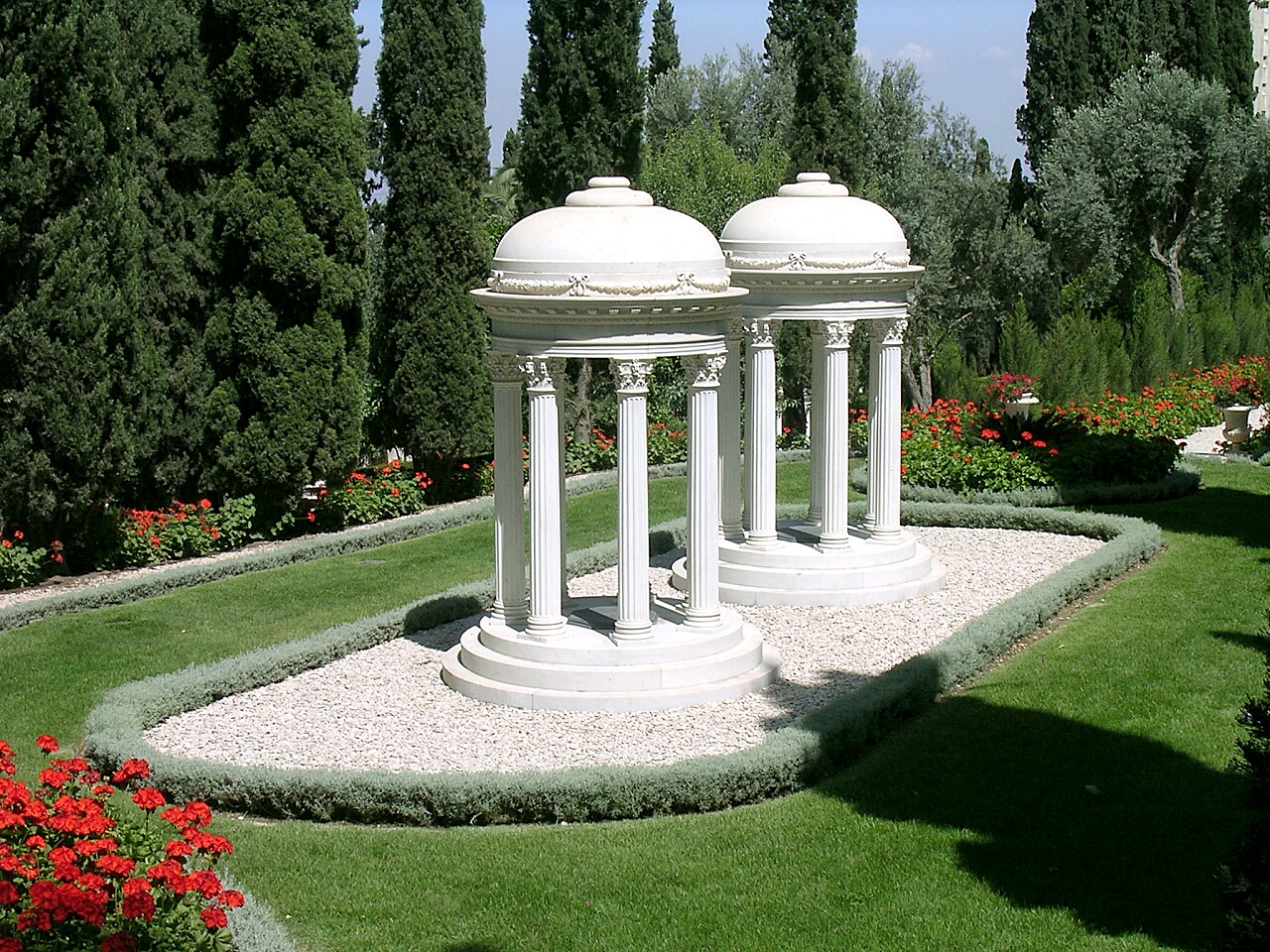
Os túmulos de Navváb e Mirzá Mihdí nos Jardins dos Monumentos

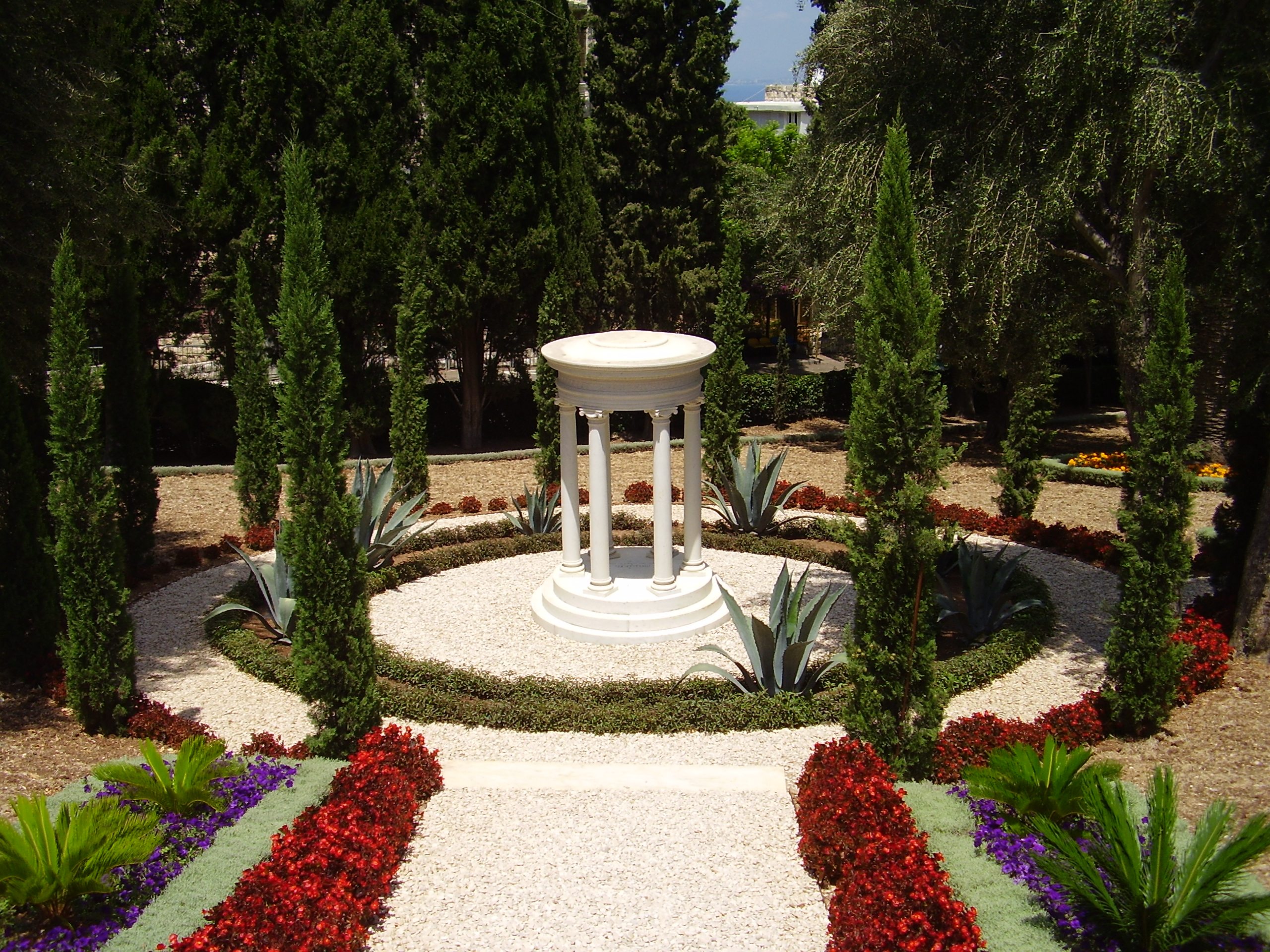
O túmulo de Munírih Khánum nos Jardins dos Monumentos

Os Jardins dos Monumentos que localiza-se no Centro Mundial Bahá'í é uma área de jardins que nelas estão os túmulos de alguns dos membros da família sagrada bahá'í:
- Mírzá Mihdí — filho mais jovem de Bahá'u'lláh e Navváb
- Navváb — primeira esposa de Bahá'u'lláh
- Bahíyyih Khánum — filha de Bahá'u'lláh
- Munírih Khánum — esposa de Abdu’l-Bahá

### Os Patamares

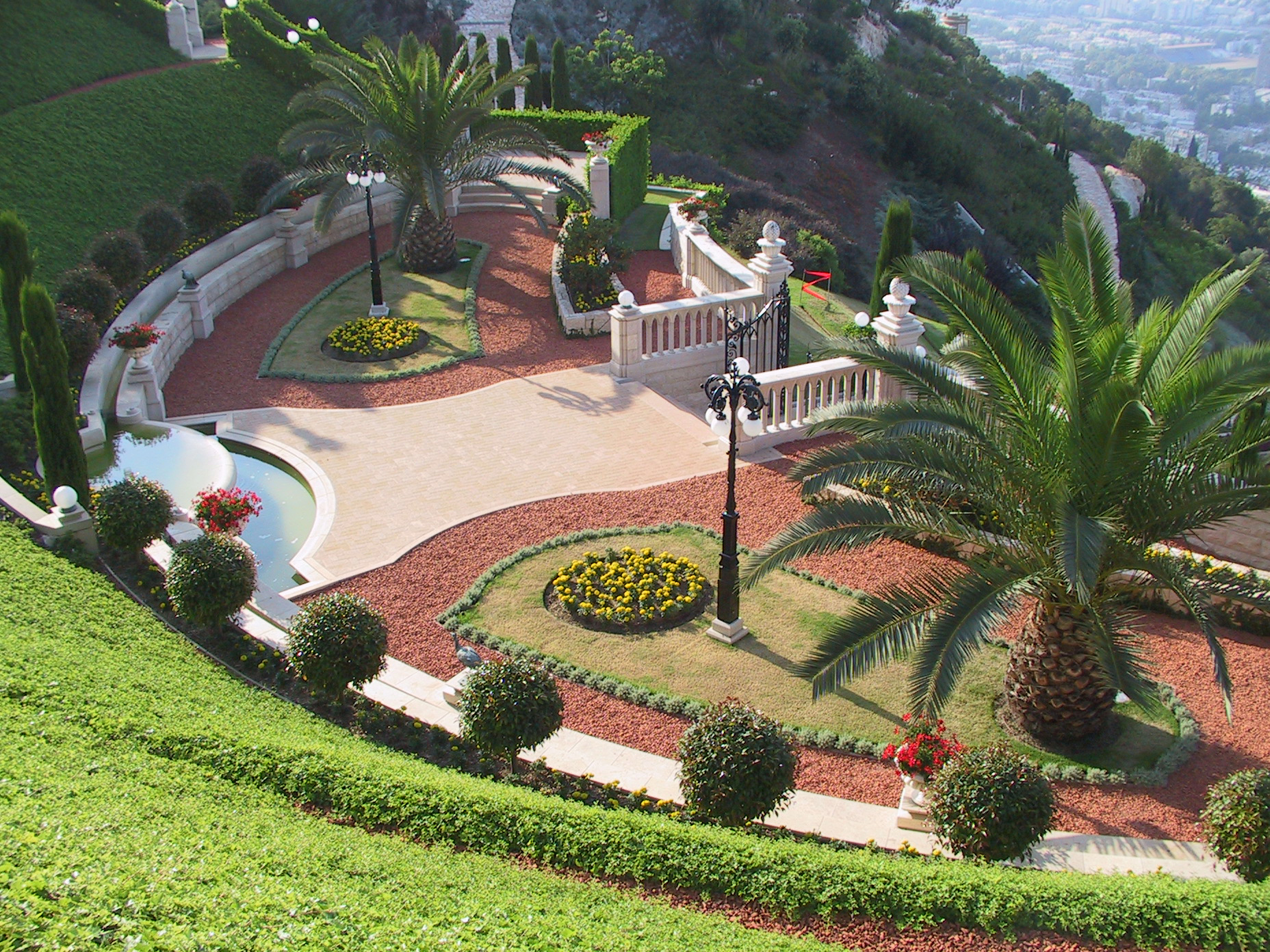
Um dos patamares superior do Santuário do Báb

Os Patamares são os diferentes níveis de jardins, sendo que existem 9 patamares acima do Santuário do Báb, e 9 abaixo.
São nove círculos concêntricos que determinam a geometria principal dos dezoito patamares. São no total dezenove patamares, incluindo o Santuário. Dezenove é um número simbólico representativo dentro da religião Bahá'í.

#### O Centro de Visitantes

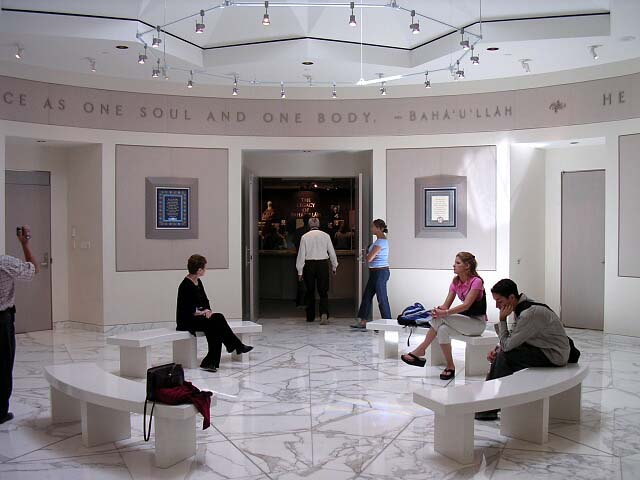
O Patamar do Centro de Visitantes

O Centro de Visitantes é uma estrutura subterrânea, localizada no 11º patamar, abaixo da ponte Hatzionut.

### A Casa de ‘Abdu’l-Bahá
‘Abdu’l-Bahá, desenhou e construiu uma casa em Haifa, localizada na Rua 7 Haparsim (Persa), após o falecimento de seu Pai. Foi completada 1908, e ‘Abdu’l-Bahá mudou-Se para esta casa em agosto de 1910. Ela se tornou a sua residência oficial. Depois de suas viagens para o Ocidente, esta casa tornou-se o local para a recepção de peregrinos para o Centro Mundial Bahá'í.

### Casas dos Peregrinos
Casas dos Peregrinos são edifícios onde os Bahá'ís são recebidos durante a peregrinação. Houve vários edifícios em Haifa, dedicados a este fim durante o último século.

#### Casa Original dos Peregrinos do Ocidente
A Casa Original dos Peregrinos do Ocidente, localizado na Rua 4 Haparsim (Persa) em Haifa, foi utilizada como Casa dos Peregrinos de Bahá'í de origem ocidental, nos anos iniciais do século XX.
A casa é atualmente parte do Centro Mundial Bahá'í. Enquanto ele originalmente foi alugado para servir como Casa dos Peregrinos, a casa foi comprada por ‘Abdu’l-Bahá. Depois de ter sido substituída pela nova Casa dos Peregrinos do Ocidente, o local passou a ser usado pelos membros da família de Bahá'u'lláh. Por pouco tempo ficou nas mãos deles antes de ter sido comprada novamente pela Casa Universal de Justiça.

#### Segunda Casa dos Peregrinos do Ocidente

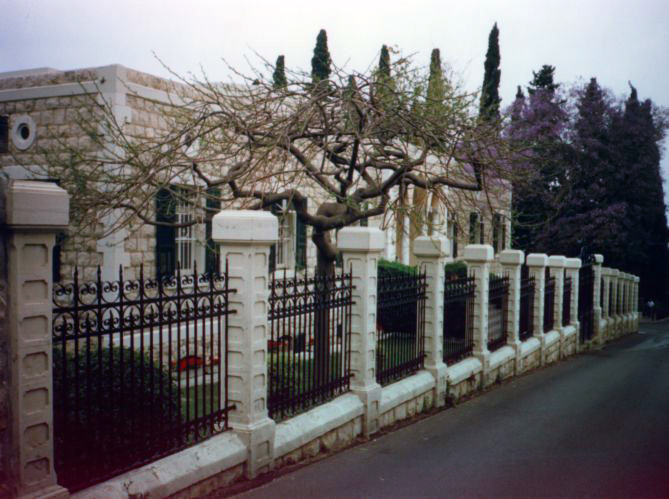
Rua 10 Haparsim

A segunda Casa dos Peregrinos do Ocidente, frequentemente referido como "a velha Casa dos Peregrinos do Ocidente", localizado na Rua 10 Haparsim (Persa) em Haifa, foi usada como Casa dos Peregrinos durante a primeira metade do século XX. Ele é atualmente parte do Centro Mundial Bahá'í e também abriga parte do secretariado da Comunidade Internacional Bahá'í e escritórios relacionados.
A Casa foi originalmente comprada por William Harry Randall, um Bahá'í americano, que sentiu que as facilidades da Casa dos Peregrinos do Ocidente não eram o suficente. Sua construção foi iniciada sob a instrução de ‘Abdu’l-Bahá, mas foi somente durante a época de Shoghi Effendi que foi completada. Esta Casa também foi utilizada em tempos recentes como:
- De 1951 até 1963 - Abrigando o Conselho Internacional Bahá'í
- De 1963 até 1983 - Como edifício da Casa Universal de Justiça
- De 1983 até 2000 - Ocupado pelo Centro Internacional de Ensino

#### Casa dos Peregrinos do Oriente

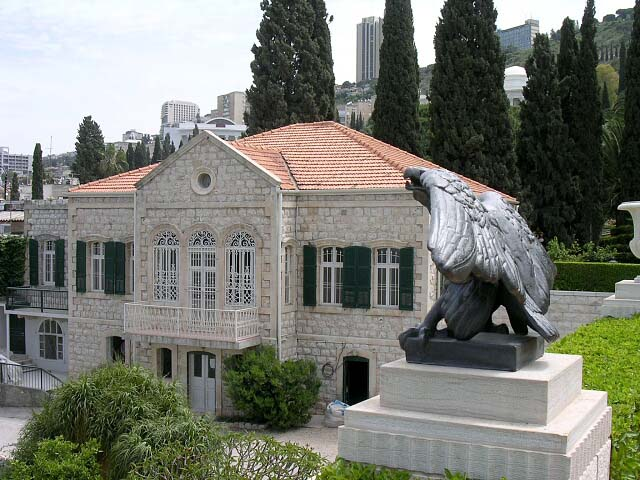
Casa dos Peregrinos de Haifa

A Casa dos Peregrinos do Oriente ou a "Casa dos Peregrinos de Haifa" é uma Casa de Peregrinos para os Bahá'ís. A casa foi construída após ‘Abdu’l-Bahá ter sepultado os restos mortais do Báb no Monte Carmelo. A construção deste edifício de pedra foi supervisionado por Mírzá Ja’far Rahmání de 'Ishqábád, no Turcomenistão, que também pagou todas as despesas. É conhecido que a "Casa dos Peregrinos do Oriente", por décadas abrigou os peregrinos persa. Depois de 1951, quando a Casa dos Peregrinos do Ocidente na Rua 10 Haparsim, tornou-se o edifício do Conselho Internacional Bahá'í, e tornou-se então a Casa dos Peregrinos para todos os Bahá'ís.

#### Centro de Recepção dos Peregrinos em Haifa

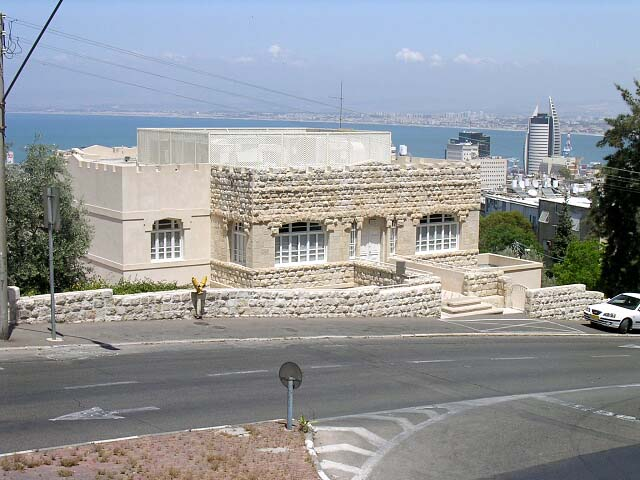
Centro de Recepção dos Peregrinos em Haifa

O Centro de Recepção dos Peregrinos ou o "Centro de Recepção dos Peregrinos em Haifa" é o novo Centro de Recepção dos Peregrinos próximo ao Centro Mundial Bahá'í. É composto por dois edifícios conectados, de clínica médica, que têm sido recentemente remodelado e inaugurado em outubro de 2000. O edifício tem capacidade para até 500 pessoas em peregrinação. 

### Túmulo de Amatu'l-Bahá Rúhíyyih Khanum

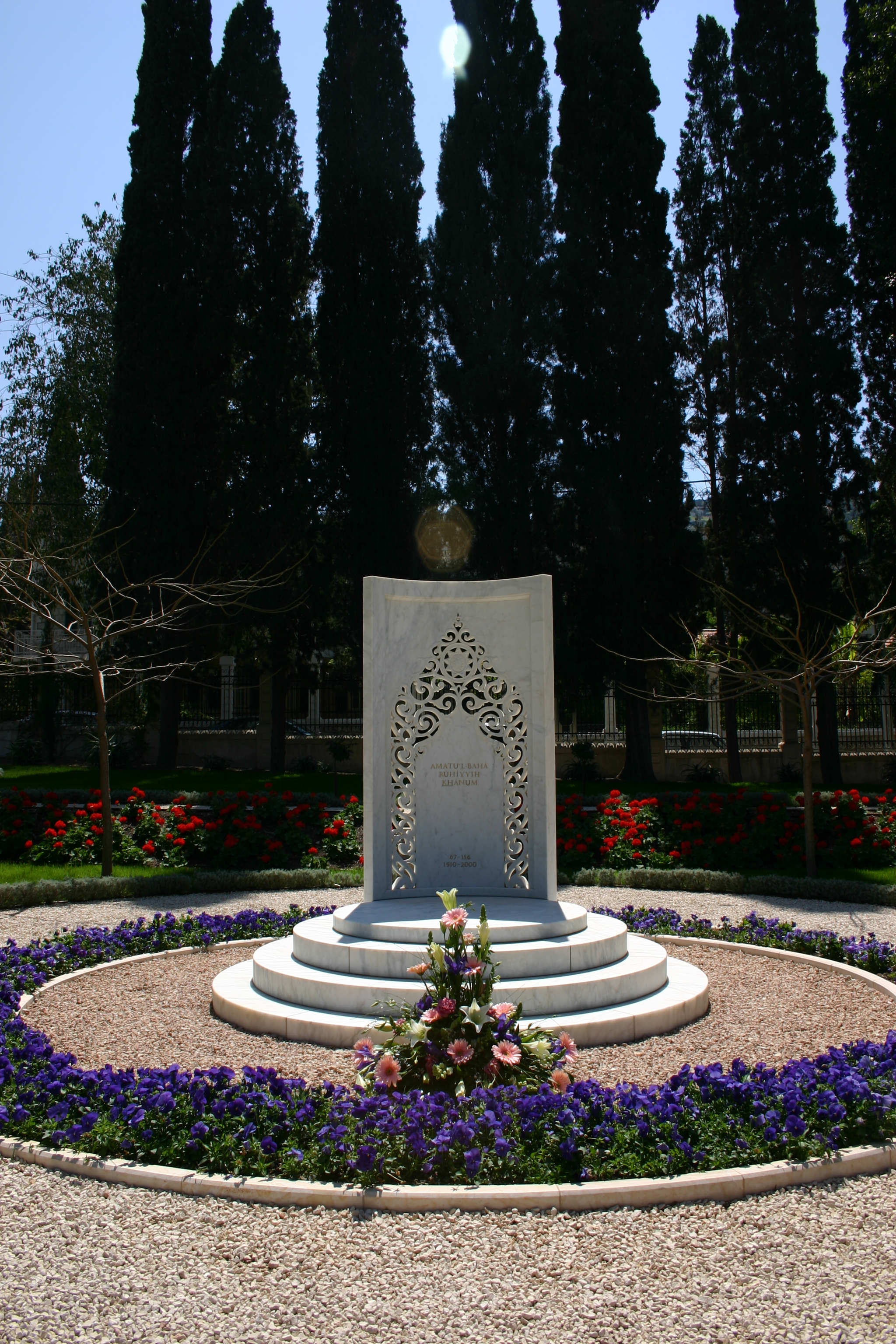
Túmulo de Amatu'l-Bahá Rúhíyyih Khanum

O Túmulo de Amatu'l-Bahá Rúhíyyih Khanum está situado em Haifa, Israel como parte do Centro Mundial Bahá'í. Originalmente comprado para garantir que a área ao redor da Casa de ‘Abdu’l-Bahá não tivesse construção em cima, e usado como jardim, foi selecionado como o túmulo para Rúhíyyih Khanum depois de falecer em 2000.

### Avenida 75 Hatzionut
Avenida 75 Hatzionut é um edifício em Haifa que faz parte do Centro Mundial Bahá'í que não é particularmente sagrado ou administrativo da Fé Bahá'í, mas tem sido parte integral do centro por muitos anos. Entre outros fatores ele foi usado para:
- Um edifício onde Shoghi Effendi visualizou o desenvolvimento dos jardins bahá'í.
- Um escritório de arquitetos para a construção do Arco.
- Um edifício do Arquivos Internacional antes da construção dos Arquivos Internacional feita em 1957.

É atualmente usado como o "Departamento dos Locais Sagrados Bahá'í".

### Outros Edifícios

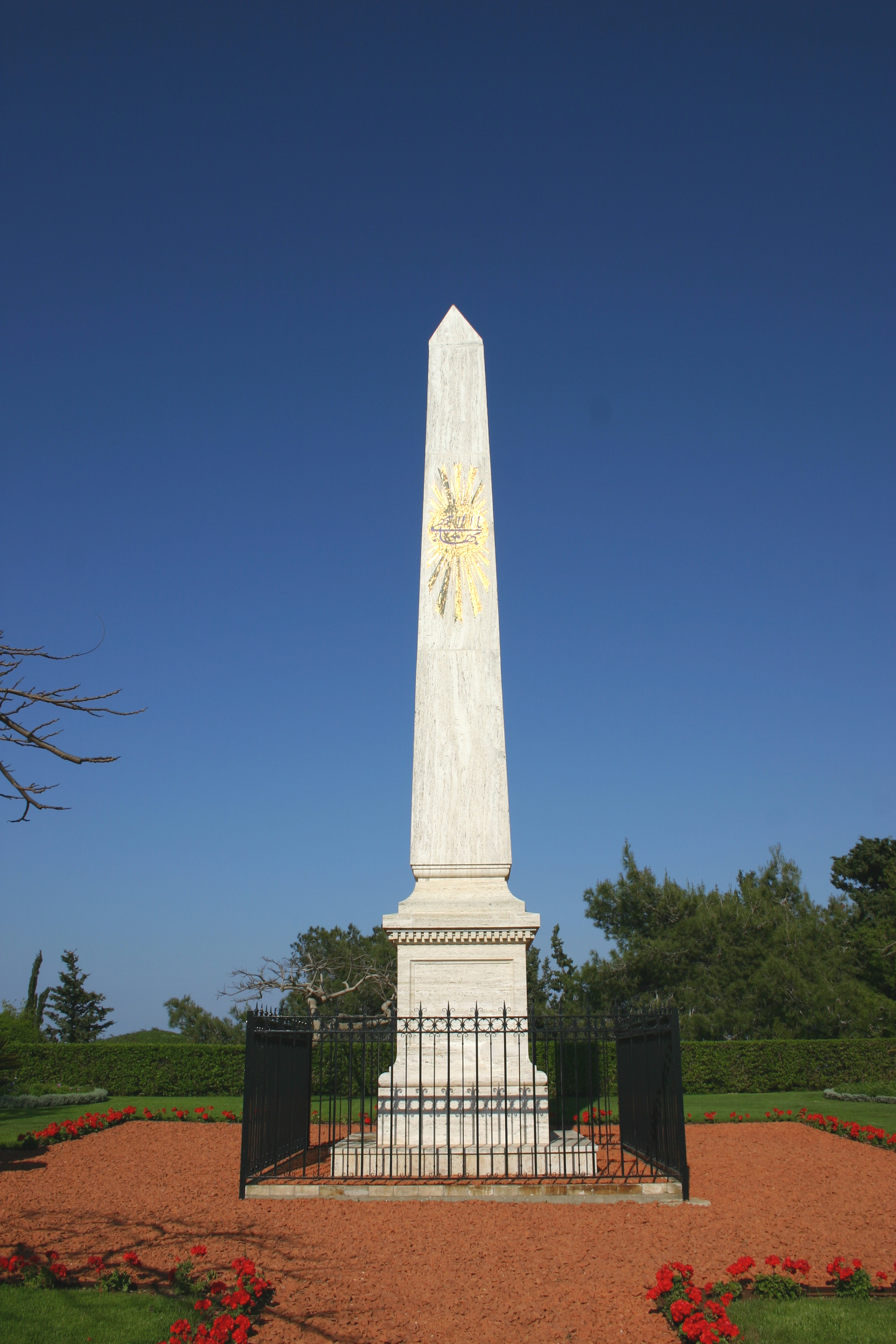
Obelisco marcando a posição da futura Casa de Adoração Bahá'í (Mashriqu'l-Adhkár), Monte Carmelo; Haifa, Israel.

Outros edifícios na região de Haifa inclui o Centro de Recepção dos Peregrinos, e a Casa de Adoração Bahá'í futura em Israel.

## ‘Akká
Bahá'u'lláh e Sua família, foram exilados para a cidade-prisão de ‘Akká pelo otomano Sultão Abd-ul-Aziz.  Bahá'u'lláh chegou em ‘Akká no dia 31 de Agosto de 1868, e viveu o resto de sua vida na área de ‘Akká como um prisioneiro. Suas condições na prisão melhoraram em Junho de 1877 e enquanto ainda era prisioneiro, Ele mudou-se para Mazra'ih naquela época. Os edifícios bahá'ís e a propriedade em ‘Akká foram alugados ou comprados durante este período.

### Casa de `Abbúd

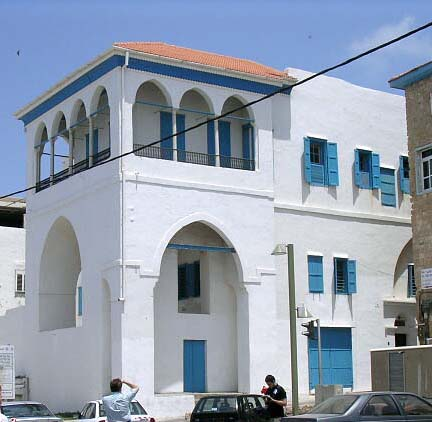
Casa de `Abbúd

A Casa de `Abbúd refere-se na verdade a duas casas:
- A casa do oeste originalmente pertencia ao `Abbúd mesmo. Ele foi a primeira propriedade a ser alugada depois da libertação de Bahá’u’lláh de seu confinamento para prisão domiciliária.
- A casa do leste originalmente pertencia ao `Údí Khammár até ele ter deixado para a família sagrada bahá'í depois de alguns anos. `Údí Khammár também era dono da Mansão de Bahjí que depois ele concedeu aos bahá'ís.

A casa providenciou um lar para a esposa de Bahá'u'lláh Navváb e Sua família. Foi neste local onde o Kitáb-i-Aqdas foi escrito.

### Casa de`Abdu'lláh Páshá

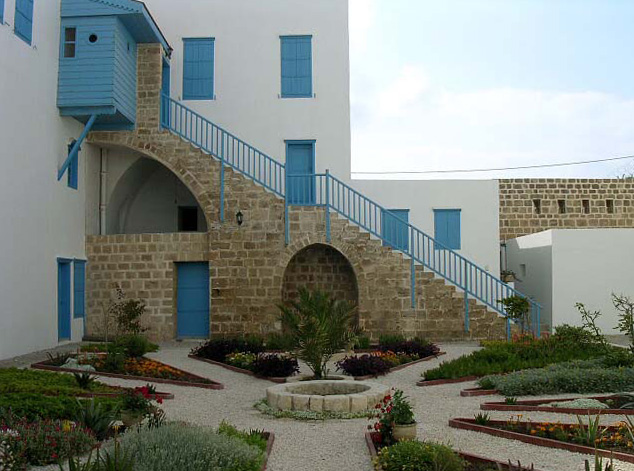
Casa de ‘Abdu’lláh Páshá

A Casa de ‘Abdu’lláh Páshá é uma das propriedades usadas pela família sagrada bahá'í na área de ‘Akká. Ele foi adquirido por ‘Abdu’l-Bahá para abrigar a família e também providenciar espaço para receber os peregrinos que começaram a chegar.
O nome deriva-se do governador de ‘Akká Ibrahim Paşa que era dono da casa nas décadas iniciais do século XIX.
Os primeiros peregrinos ocidentais chegaram lá no dia 10 de Dezembro de 1898.

### Jardim de Ridván

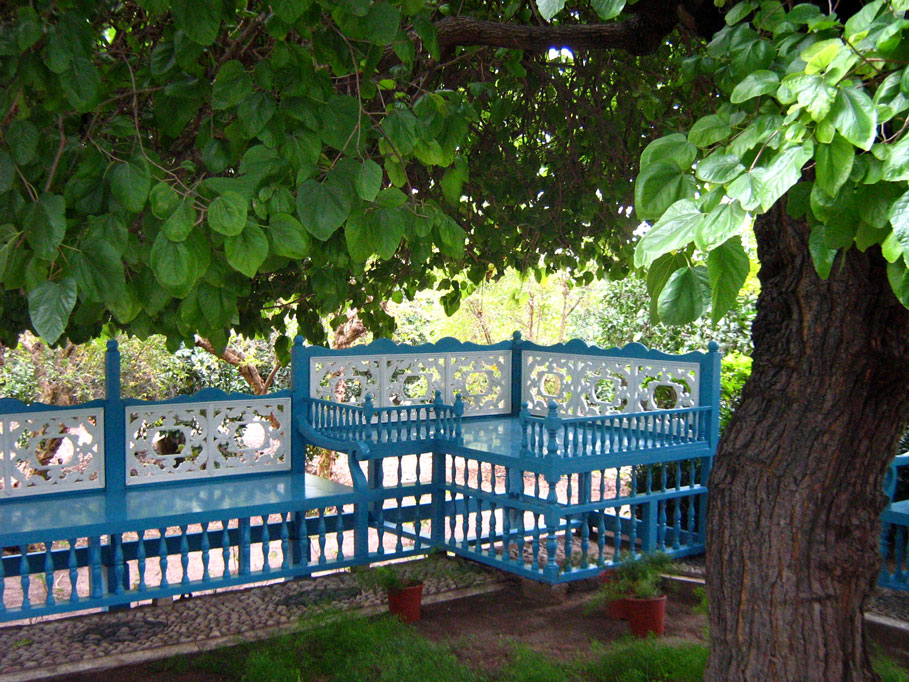
Jardim de Ridván, ‘Akká

Veja também: Jardim de Ridván, Bagdá
O Jardim de Ridván (jardim do paraíso) é um local sagrado situado fora de ‘Akká dentro do Israel atual. Originalmente conhecido como o 'jardim de Na‘mayn', ele foi alugado por ‘Abdu’l-Bahá para Bahá'u'lláh onde Ele aproveitava passar Sua parte final da vida, após vários anos numa cela de prisão fechada. Embora ele compartilha o mesmo nome isso não quer dizer que ele tem o mesmo significado do Jardim de Ridván, Bagdá e não contém conexão com o festival de Ridván.

### Cela da Prisão de Bahá'u'lláh

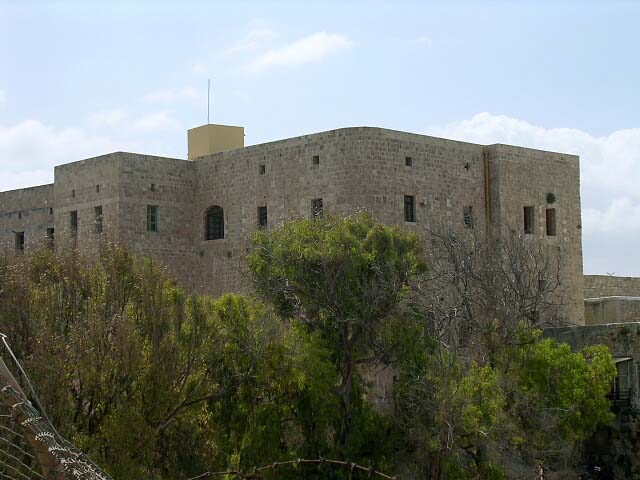
Cela da Prisão de Bahá'u'lláh, ‘Akká

A cela de prisão na qual Bahá'u'lláh esteve encarcerado de 1868 até 1870 agora tornou-se um local para peregrinação. Sua restauração foi completada em Junho de 2004.

## Bahjí
Bahjí é um local próximo de ‘Akká, onde Bahá'u'lláh passou seu últimos anos de sua vida. Enquanto Ele ainda era formalmente um prisioneiro do Império Otomano, Suas condições de prisioneiro foram melhoradas e em 1879 Ele usou a Mansão de Bahjí como sua casa no verão.
Embora a Mansão de Bahjí é relativamente isolada da pequena casa de peregrinos e o santuário estivesse várias centenas de metros distante, havia um complexo de vários edifícios maioria usados pela família de Bahá'u'lláh. Durante a época de Shoghi Effendi, estes edifícios (e a propriedade ao redor deles que são usados como jardins) foram comprados ou trocados por propriedade perto do  Mar da Galiléia. Maioria destes edifícios foram remodelados por terem sido usados por rompedores do convênio. As telhas dos telhados foram usados para fazer o percurso e o resto dos edifícios foram utilizados para fazer um grande quebra-vento para a região do sudoeste da Mansão.

### Santuário de Bahá'u'lláh

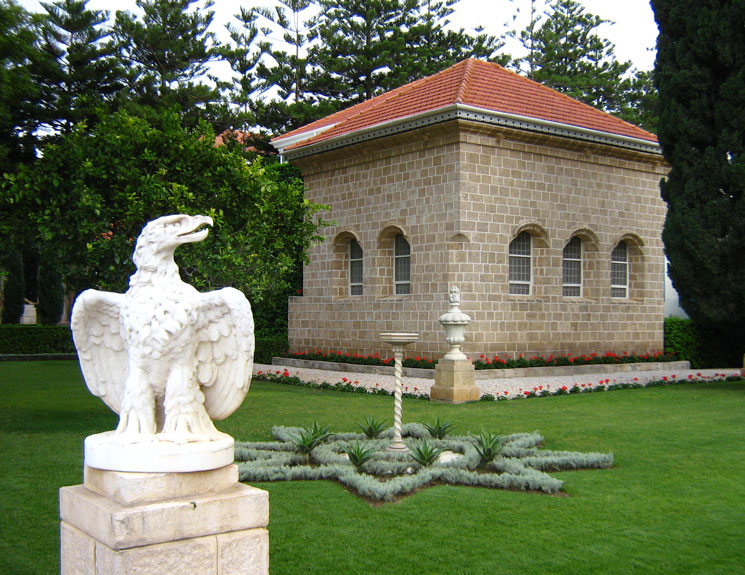
O Santuário de Bahá'u'lláh

Localizado em Bahjí o Santuário de Bahá'u'lláh é o local mais sagrado para os bahá'ís — ou seja, o Qiblih. Ele contém o túmulo de Bahá'u'lláh e está próximo da área onde Ele faleceu na Mansão de Bahjí.

### Mansão de Bahjí

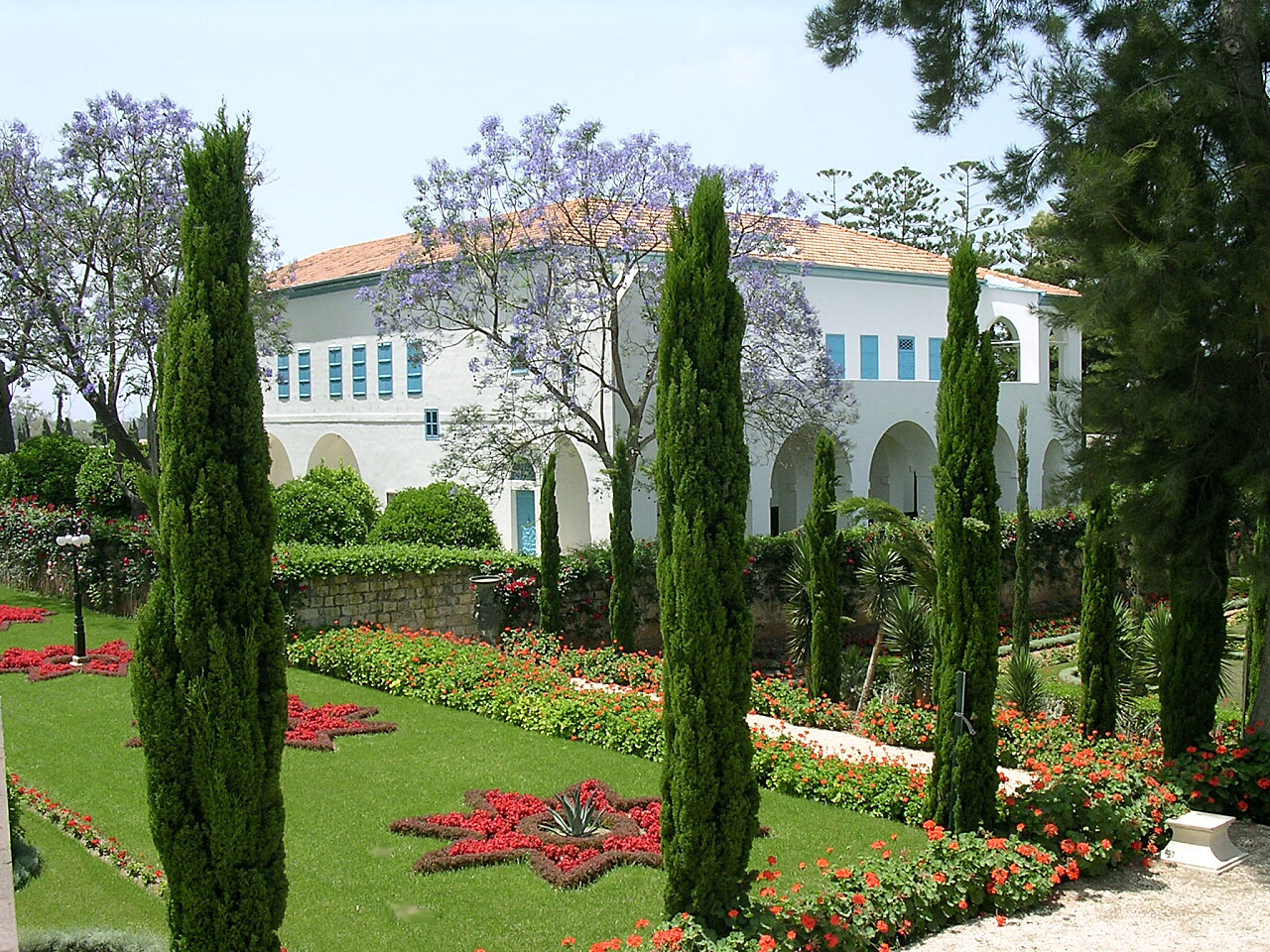
Mansão de Bahjí

A Mansão de Bahjí é um termo usado para descrever a casa de verão que Bahá'u'lláh faleceu em 1892.  Ele foi construído em 1870 em cima de um edifício menor de `Udi Khammar, um comerciante rico de ‘Akká que também era dono da Casa de `Abbúd. Ele permaneceu nas mãos de sua família até 1879, quando uma epidemia levou aos residentes a sair. A mansão foi consequentemente alugado pela família sagrada bahá'í por uma quantia de dinheiro muito pequena. O túmulo de `Udi Khammar está ainda dentro dos principais compostos da Mansão, no canto noroeste da parede.
Ele atualmente é um dos locais visitados na peregrinação.

### Centro de Visitantes de Bahjí

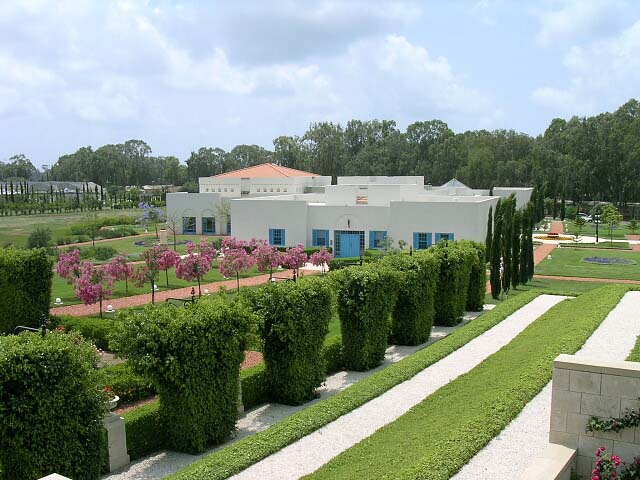
Centro dos Peregrinos de Bahjí

Localizado próximo a Bahjí e do Santuário de Bahá'u'lláh, ele é um centro de recepção para peregrinos e visitantes para os locais mais sagrados para os bahá'ís.

## Mazra'ih

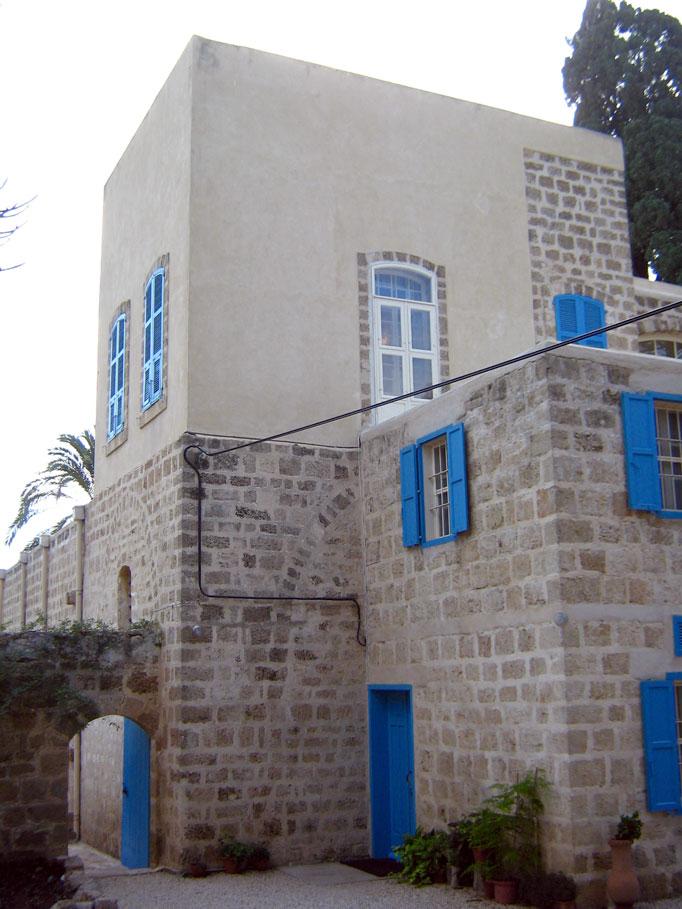
Um cenário de Mazra'ih. Os quadrantes de Bahá'u'lláh pode ser visto no topo onde as paredes são rebocadas

Localizado cerca de 6,5 quilômetros no norte de ‘Akká em Mazra'ih, Bahá'u'lláh usou esta casa country durante os verões de Junho de 1877 até 1879, antes de mudar para uma outra casa de verão em Bahjí. Ele deixou as mãos dos bahá'ís por várias décadas e foi reestruturado com um anexo acrescentado à frente. Isso significa que a escadaria, anteriormente externa está agora localizado entre as paredes da casa.
Ele originalmente pertencia ao `Abdu'lláh Páshá, e localizava-se cerca de 6,5 quilômetros no norte de ‘Akká.